# Мотрук, Пётр Константинович
Пётр Константинович Мотрук (17 февраля 1905, с. Костыльники, Королевство Галиции и Лодомерии — 9 ноября 1990, с. Виноградное, Тернопольская область) — советский крестьянин и политический деятель, депутат Верховного Совета УССР, Тернопольского областного совета, Герой Социалистического Труда (1966).

## Биография
Пётр Мотрук родился 17 февраля 1905 года в селе Костыльники (теперь — Виноградное) на Тернопольщине.
Работал звеньевым по выращиванию кукурузы в колхозах сёл Зозулинцы и Виноградное Залещицкого района.
Был участником Великой Отечественной войны.
Пётр Мотрук избирался депутатом Верховного Совета УССР, а также в 1965 году депутатом Тернопольского областного совета.
В 1966 году Пётр Мотрук получил звание Героя Социалистического Труда.

## Награды
- Герой Социалистического Труда (1966)